# Sal Rei
Sal Rei är den största orten på Boa Vista, Kap Verde. 2.122 invånare (2005).